# آي إف كي كريستيانستاد
آي إف كي كريستيانستاد هو نادي كرة يد في السويد تأسس في سنة 1899. يلعب في الدوري السويدي لكرة اليد. تبلغ سعة ملعبه 5000 متفرجا.